# Населённые пункты Дебёсского района
Муниципальное образование «Дебёсский район» включает 61 населённый пункт: 10 сельских поселений в составе 2 сёл, 58 деревень и 1 починка.
Административный центр района — село Дебёсы.

## Перечень населённых пунктов
Далее приводится список населённых пунктов по муниципальным образованиям, в которые они входят. Жирным шрифтом выделены административные центры поселений.

### Муниципальное образование «Большезетымское»
- деревня Большой Зетым
- деревня Бибаньгурт
- деревня Верхний Сылызь
- деревня Жилые дома кирпичного завода
- деревня Леваньгурт
- деревня Малый Зетым

### Муниципальное образование «Дебёсское»
- село Дебёсы
- деревня Малая Чепца
- село Тыловай

### Муниципальное образование «Заречномедлинское»
- деревня Заречная Медла
- деревня Большая Кизня
- деревня Малая Кизня
- деревня Удмуртский Лем
- деревня Уйвай-Медла

### Муниципальное образование «Котегуртское»
- деревня Котегурт
- деревня Косолюк
- деревня Гордъяр

### Муниципальное образование «Нижнепыхтинское»
- деревня Нижняя Пыхта
- деревня Ариково
- деревня Большая Чепца
- деревня Комары
- деревня Лобаны
- деревня Роготнево
- деревня Усть-Медла

### Муниципальное образование «Старокычское»
- деревня Старый Кыч
- деревня Аняшур
- деревня Верхний Четкер
- деревня Дзилья
- деревня Кедзя
- деревня Котешур
- деревня Нижний Шудзялуд
- деревня Такагурт
- деревня Орехово
- деревня Шуралуд

### Муниципальное образование «Сюрногуртское»
- деревня Сюрногурт
- деревня Бадзимошур
- деревня Ирым
- деревня Нюровай
- деревня Наговицыно
- деревня Смольники

### Муниципальное образование «Тольёнское»
- Административный центр — село Дебёсы (в состав поселения не входит)
- деревня Тольён
- деревня Берёзовка
- деревня Ваня-Чумо
- деревня Варни
- деревня Лесагурт
- деревня Портурнес
- деревня Новые Сири
- деревня Сенькагурт
- починок Тольенский
- деревня Турнес
- деревня Чепык

### Муниципальное образование «Тыловайское»
- село Тыловай
- деревня Верхний Шудзялуд
- деревня Нижний Тыловай
- деревня Урдумошур
- деревня Ягвуково

### Муниципальное образование «Уйвайское»
- деревня Уйвай
- деревня Старый Зяногурт
- деревня Иваны
- деревня Легомувыр
- деревня Марково
- деревня Ягвай